# HAT-P-15
HAT-P-15, Береги́ня — звезда, которая находится в созвездии Персей на расстоянии около 619 световых лет от нас. Вокруг звезды обращается, как минимум, одна планета.

## Название
В декабре 2019 года, в ходе конкурса, организованного Международным астрономическим союзом, Украиной было выбрано официальное название для звезды — Берегиня (в честь женского персонажа восточнославянской мифологии); планета HAT-P-15 b, обращающаяся вокруг звезды, была названа Тризуб (в честь одного из наиболее известных символов Украины, изображённого, в частности, на её гербе).

## Характеристики
HAT-P-15 по своим характеристикам напоминает наше Солнце: это жёлтый карлик с массой и диаметром, равными 1,01 и 1,08 солнечных соответственно. Температура поверхности составляет около 5568 градусов по Кельвину. Возраст звезды оценивается приблизительно в 6,8 миллиардов лет.

## Планетная система

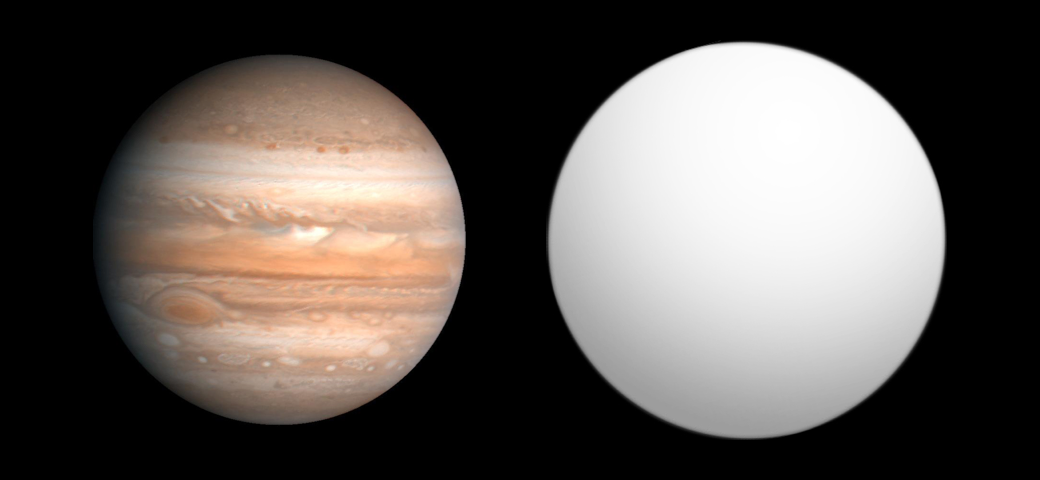
Сравнительные размеры HAT-P-15 b и Юпитера.

В 2010 году командой астрономов, работающих в рамках проекта HATNet, было объявлено об открытии планеты HAT-P-15 b в системе. По массе она превосходит Юпитер почти вдвое. Обращаясь на очень близком расстоянии от родительской звезды (0,09 а. е.), планета имеет высокую температуру внешних слоёв атмосферы — около 904 градусов по Кельвину. Вычисления показывают, что в химическом составе HAT-P-15 b присутствуют преимущественно водород и гелий. Открытие было совершено транзитным методом.